# Sex & Violins
Sex & Violins è il primo album in studio del gruppo musicale svedese Rednex, pubblicato nel 1995.

## Tracce
1. Cotton Eye Joe – 3:14
2. Hittin' the Hay – 3:17
3. Riding Alone – 3:27
4. Wish You Were Here – 3:56
5. Mary Lou – 3:38
6. Old Pop in an Oak – 3:32
7. Nowhere in Idaho – 4:05
8. The Sad But True Story of Ray Mingus, the Lumberjack of Bulk Rock City, and His Never Slacking Strive to Exploit the So Far Undiscovered Areas of the Intention to Bodily Intercourse from the Opposite Species of His Kind, During Intake of All the Mental Conditions That Could Be Derived from Fermentation – 2:21
9. Fat Sally Lee – 3:16
10. Shooter – 3:44
11. McKenzie Brothers – 4:28
12. Rolling Home – 4:22
13. Wild 'N Free – 3:39

## Classifiche
| Classifica (1995) | Posizione massima |
| ----------------- | ----------------- |
| Austria           | 2                 |
| Belgio (Fiandre)  | 42                |
| Belgio (Vallonia) | 20                |
| Canada            | 37                |
| Finlandia         | 14                |
| Germania          | 4                 |
| Norvegia          | 2                 |
| Nuova Zelanda     | 21                |
| Paesi Bassi       | 27                |
| Stati Uniti       | 68                |
| Svezia            | 3                 |
| Svizzera          | 1                 |
| Ungheria          | 2                 |